# 日精エー・エス・ビー機械
日精エー・エス・ビー機械株式会社（にっせいエー・エス・ビーきかい、英:NISSEI ASB MACHINE CO.,LTD.）は、長野県小諸市に本社を置くペットボトル成形加工用の射出成形機およびブロー成形機を扱うメーカーである。
二軸延伸ブロー（ストレッチブロー）成形機を中心に容器製造用金型、ホットランナー等の販売を事業とする。JPX日経中小型株指数の構成銘柄の一つ。

## 沿革
- 1978年（昭和53年） - 長野県埴科郡坂城町に日精エー・エス・ビー機械株式会社設立。
- 1980年（昭和55年） - アメリカ、アトランタへ販売拠点(Nissei ASB Company)設立。
- 1987年（昭和62年） - 長野県小諸市に小諸工場（現、本社工場）完成。本社を長野県小諸市に移転。
- 1987年（昭和62年） - ドイツ、デュッセルドルフへ販売拠点(Nissei ASB GmbH)設立。
- 1990年（平成2年） - 小諸工場拡張。工場床面積を2倍とすると共に事務所を拡張。
- 1990年（平成2年） - 株式を店頭公開（現在のジャスダック、2012年11月13日上場廃止）。
- 1993年（平成5年） - シンガポールへ販売拠点(Nissei ASB Pte. Ltd.)設立。
- 1995年（平成7年） - 長野県上田市に技術研究所を開設。
- 1997年（平成9年） - インド、ムンバイ郊外へ工場(ASB International)設立
- 2000年（平成12年） - 中国、上海へ工場（上海愛思必机機有限公司）設立
- 2012年（平成24年） - 上海工場を清算しムンバイ工場の増強、集約を予定
- 2012年（平成24年）9月26日 - 東京証券取引所2部上場。
- 2013年（平成25年）9月26日 - 東京証券取引所1部に指定替え。
- 2018年（平成30年） - 長野県佐久市に千曲川工場を開設

## 商品化略歴
主な成形機の商品化開発の沿革は以下の通りである。
- 1978年（昭和53年） - ASB-650一号機販売
- 1986年（昭和61年） - ASB-70DP販売開始
- 1989年（平成元年） - ASB-70DPH販売開始
- 1991年（平成3年） - ASB-70DPW販売開始（2列キャビティーによる成形が可能となる）
- 1995年（平成7年） - 1.5ステップ成形機（PFシリーズ）、2ステップ成形機（PM及びNBシリーズ）を開発、商品化
- 1996年（平成8年） - 大量生産型1.5ステップ成形機（PBシリーズ）を開発、商品化
- 1996年（平成8年） - 耐熱容器成型機（HSシリーズ）を開発、商品化
- 1999年（平成11年） - 進化型耐熱容器成形機（HSOシリーズ）を開発、商品化
- 2003年（平成15年） - ASB-150DP販売開始（広口容器大量生産向け）
- 2004年（平成16年） - 改良型耐熱容器成型機（HSBシリーズ）を開発、商品化
- 2007年（平成19年） - 全電動式成形機ASB-15N/10E販売開始
- 2009年（平成21年） - 2ステップ型の耐熱容器成型機（HSB-6N、HSB-4N）、プリフォーム成形機PM-70シリーズを開発、商品化
- 2010年（平成22年） - ASB-150DPW販売開始（2列キャビティーによる成形が可能となる）
- 2010年（平成22年） - 広口耐熱容器成型機(HSB-6M)を開発、商品化
- 2011年（平成23年） - インジェクションブロー機を開発、商品化

## 主な製品ラインナップ
ストレッチブロー成形には容器の前段階であるプリフォームを射出成形により成形する工程とそのプリフォームから容器をブロー成形によって製造する工程の2工程が必要である。双方を一台の成形機にて行う機械は1ステップ機、別々の機械で行う機械は2ステップ機と呼ばれる。最終製品の容器よりもプリフォームの方が肉厚が厚く冷却時間を要することから一般的にはブロー成形よりも射出成形にてプリフォームを成形する工程がより時間を要する。そのため成形される個数の異なる機械を用いた2ステップ方式が大量生産においては有利となる。同社では双方の中間型として射出成形とブロー成形のサイクルタイムが異なる1ステップ機（1.5ステップ機と呼ばれる）も開発しより低コストの製品も販売している。
現在製造中の成形機にて製造される製品の主な仕様は以下の通り。

### 1ステップ機
ストレッチブロー成形の2工程を1台の機械で行うことが可能。1サイクルで成形される容器数（取数）の選択が可能でニーズに合わせた生産数、容器サイズに幅広く対応できる。
ASB-12N/10
同社にて製造される成形機の中でも最も小型であるが、型締め力は大きく細口ボトルから広口容器まで成形が可能。
| 取数         | cavity | 1～6      |
| 容器最大容量 | L      | 2.5～0.03 |
| 最大口外径   | mm     | 60～15    |
| 容器最大外径 | mm     | 115～35   |
| 容器最大高さ | mm     | 300       |
| 容器最大重量 | g      | 129～22   |
ASB-15N/10E
同社にて開発された世界初油圧レス、全電動型の成形機。
| 取数         | cavity | 1～10   |
| 容器最大容量 | L      | 2～0.02 |
| 最大口外径   | mm     | 70～13  |
| 容器最大外径 | mm     | 118～26 |
| 容器最大高さ | mm     | 250     |
| 容器最大重量 | g      | 113～13 |
ASB-70DPH
同社にて製造される成形機の中では中型機にあたる。取数、成形される容器サイズも幅が広い為、現在同社の主力機種となっている。
| 取数         | cavity | 1～12   |
| 容器最大容量 | L      | 10～0.1 |
| 最大口外径   | mm     | 145～16 |
| 容器最大外径 | mm     | 204～37 |
| 容器最大高さ | mm     | 350     |
| 容器最大重量 | g      | 311～26 |
ASB-70DPW
ASB-70DPHの改良型機。2列にて成形を行う為、成形可能な容器サイズは小型となるが、取数を倍増させることが可能となった。
| 取数         | cavity | 8～24    |
| 容器最大容量 | L      | 0.7～0.1 |
| 最大口外径   | mm     | 55～22   |
| 容器最大外径 | mm     | 70～37   |
| 容器最大高さ | mm     | 235      |
| 容器最大重量 | g      | 55～18   |
ASB-150DP
同社にて製造される成形機の中でも大型機にあたる。ASB-650の後継機の位置付けとなると共に大量生産を目的として開発され、射出容量が大きい為大型の容器でも取数を増やすことが可能。
| 取数         | cavity | 1～16     |
| 容器最大容量 | L      | 15～0.3   |
| 最大口外径   | mm     | 220～26   |
| 容器最大外径 | mm     | 260～48   |
| 容器最大高さ | mm     | 350       |
| 容器最大重量 | g      | 1,130～71 |
ASB-150DPW
ASB-150DPWの改良型機。ASB-70DPW同様大型機においても、2列成形にて取数を倍増させることが可能となった。
| 取数         | cavity | 8～36     |
| 容器最大容量 | L      | 1.5～0.15 |
| 最大口外径   | mm     | 91～22.5  |
| 容器最大外径 | mm     | 98～39.5  |
| 容器最大高さ | mm     | 250       |
| 容器最大重量 | g      | 141～31   |
ASB-650EXHS
ASB-650を改良し5ガロン容器の成形を可能とした成形機。また同機種には射出装置2本として生産量を倍増させたASB-650EXHDも生産されている。
| 取数         | cavity | 1～4     |
| 容器最大容量 | L      | 20～5    |
| 最大口外径   | mm     | 135～80  |
| 容器最大外径 | mm     | 280～180 |
| 容器最大高さ | mm     | 510      |
| 容器最大重量 | g      | 901～450 |

### 1.5ステップ機
1ステップ機の生産効率を向上させた機種。射出成型によるプリフォーム成形サイクルとブロー成形サイクルが異なる為、より効率的な成形が可能となった。取数は固定となるが、取数の異なる機種が複数生産されている為、目的に合わせた機種を選択可能である。

#### PFシリーズ
|              |        | PF3-1BHLL | PF3-1BH | PF4-1BH | PF6-2B | PF8-4B |
| 射出型取数   | cavity | 3         | 3       | 4       | 6      | 8      |
| ブロー型取数 | cavity | 1         | 1       | 1       | 2      | 4      |
| 最大容量     | L      | 12        | 6       | 6       | 3      | 1.5    |
| 最大口外径   | mm     | 60        | 45      | 45      | 42     | 36     |
| 容器最大外径 | mm     | 230       | 180     | 180     | 120    | 89     |
| 容器最大高さ | mm     | 430       | 350     | 350     | 350    | 320    |
| 容器最大重量 | g      | 300       | 146     | 109     | 73     | 55     |

PF3-1BHLL
1サイクルで射出成形にてプリフォームを3本成形し、ブロー成形を1本行う。つまりブロー成形はプリフォーム成形の3倍速となり、必要なブロー型は1組のみとなる為金型価格を抑えることができる。またオプションにて一体型のハンドル付きのボトルを成形することが可能。
PF3-1BH,PF4-1BH
1サイクルにてそれぞれプリフォームを3、4本成形し、ブロー成形を1本行う。オプションにて一体型ハンドル、後付けハンドル、インサートハンドルのボトルが成形可能。
PF6-2B,PF8-4B
PF6-2Bは1サイクルでプリフォーム6本成形し、ブロー成形を2本、PF8-4Bはプリフォーム8本、ブロー成形4本成形する。オプションにて後付けハンドル、インサートハンドルのボトルが成形可能。

#### PBシリーズ
PFシリーズと同様射出成形とブロー成型のサイクルが異なる大量生産機。
|              |        | PB85/110-16/4M |
| 射出型取数   | cavity | 4              |
| ブロー型取数 | cavity | 16             |
| 最大容量     | L      | 3              |
| 最大口外径   | mm     | 42             |
| 容器最大外径 | mm     | 120            |
| 容器最大高さ | mm     | 350            |
| 容器最大重量 | g      | 71             |

### 2ステップ機
プリフォーム成形とブロー成形を別々の成形機を用いて行う。容器の大量生産が可能である。

#### PMシリーズ（プリフォーム成形機）
|                    | -      | PM-70/65NⅡ | PM-70/65NⅡ | PM-70/65NⅡ | PM-70/65NⅡ | PM-70/111N | PM-70/111N | PM-70/111N | PM-70/111N | PM170/111M | PM170/111M |
| 取数               | cavity | 8          | 12         | 16         | 24         | 8          | 12         | 16         | 24         | 24         | 32         |
| 最大口外径         | mm     | 45         | 38         | 28         | 28         | 45         | 38         | 28         | 28         | 60         | 36         |
| 最大プリフォーム長 | mm     | 165        | 165        | 165        | 165        | 165        | 165        | 165        | 165        | 155        | 155        |
| 最大重量           | g      | 96         | 64         | 48         | 32         | 114        | 94         | 60         | 60         | 60         | 45         |

#### NBシリーズ（ブロー成型機）
|              | -      | NB10LC | NB20SC | NB20MC | NB40SC | NB-20LC | NB-30LC | NB-40MC |
| 取数         | cavity | 1      | 2      | 2      | 4      | 2       | 3       | 4       |
| 容器最大容量 | L      | 6      | 1.5    | 3      | 1.5    | 10      | 5       | 3       |
| 最大口外径   | mm     | 52     | 44     | 50     | 36     | 52      | 52      | 39      |
| 容器最大外径 | mm     | 187    | 89     | 130    | 89     | 220     | 178     | 118     |
| 容器最大高さ | mm     | 367.5  | 325    | 367.5  | 311.5  | 442     | 348.5   | 354     |

#### HSBシリーズおよびHSW（耐熱容器用ブロー成型機）
前記PMシリーズと下記CMシリーズと組み合わせることにより耐熱容器の一貫生産が可能となる。
耐熱容器の必要性
飲料製品向け容器の場合、充填前工程として容器内部の殺菌が必要でありその工程には大別して2種類ある。
無菌充填
工場全体をクリーンルームとし、細菌が入り込まぬ設備を設け充填まで行う。機械設備は低コストとなるが、その反面に工場設備は高コストとなる。
高温充填
通常のPET容器は結晶化していない為、70℃以上の高温とした場合に変形が起こる。その為耐熱容器を製造し容器内側を高温殺菌（または充填物を高温として充填と殺菌を同時に行う）する手法である。設備投資が低コストである為、多くがこの高温充填にて製造されている。
|              | -      | HSB-4N | HSB-6N | HSB-6M | HSW |
| ブロー型取数 | cavity | 4      | 6      | 6      | 1   |
| 容器最大容量 | L      | 2      | 0.6    | 0.6    | 20  |
| 最大口外径   | mm     | 36     | 36     | 60     | 60  |
| 容器最大外径 | mm     | 125    | 74     | 90     | 300 |
| 容器最大高さ | mm     | 350    | 350    | 158    | 575 |

HSB-4N, HSB-6N
常温充填の場合HSB-4Nは3Lまで、HSB-6Nは1.5Lまでのブロー成型が可能である。
HSB-6M
CM-6000Mと組み合わせることにより広口耐熱容器の成形が可能となった。主にはジャム容器などへの用途が期待され、ガラス瓶からの転換が行われれば軽量化による輸送費などのコスト低減が期待される。
HSW
ASB-650EXHS,ASB-650EXHDと組み合わせることにより、高耐熱のPET製5ガロンボトルが生産可能となる。

#### CMシリーズ（口部結晶化装置）
容器の口部を結晶化させることで、高温状態にて充填を行っても口部の変形を抑制することが可能となる。ブロー成型機ではないため、2ステップ機には分類されないが、HSBシリーズと合わせて使用される為便宜的に本項へ記載した。
|                    | -   | CM-6000N | CM-12000 | CM-6000M |
| 最大口外径         | mm  | 28       | 28       | 60       |
| 最大プリフォーム長 | mm  | 174      | 174      | 83       |
| 時間生産数         | h-1 | 6,000    | 12,000   | 6,000    |

## その他

### 社内部活動
一定人数以上の加入により部を作ることができる。現在活動する主な部活動は以下の通り。
- 野球部
- サッカー部
小諸市内のグラウンドまたは体育館にてサッカーやフットサルなどを月に数回の頻度にて行っている。近隣の企業や大学との対抗試合を開催することもある。
- ワンダーフォーゲル部
長野県内外の山岳への登山、散策活動を行う。活動時期は春期から秋期4月～11月初めがメーンであるが冬山登山も行う上級者も所属している。活動頻度は月一回程度。主には本社が浅間山麓に所在することもあり、浅間山周辺への登山が多い。日帰り登山が多いが年数回山小屋を利用した宿泊登山も行っている。
登山した主な山岳は以下の通り。
  - 浅間山（前掛山）
  - 水ノ塔山
  - 篭ノ塔山
  - 黒斑山
  - 湯の丸山
  - 烏帽子岳
  - 蓼科山
  - 荒船山
  - 八ヶ岳
  - 燕岳
  - 甲武信岳
  - 金峰山
  - 白根山
  - 根子岳
  - 雨飾山
  - 唐松岳
- 写真部
部員による撮影会の催しや社内においては掲示板にプリントした写真を掲載している。また部員の写真は複数のコンテストにも出展されている。社内においてもカレンダー等に使用する写真のコンテストも実施されている。

### 社内レクリエーション
毎年秋季に東御市中央公園にてソフトボール大会、ソフトバレーボール大会が開催される。試合は部署対抗で行われる。

### 豆知識
所在地の標高が940ｍで、日本で一番標高の高い場所にある一部上場企業である。